# کوه برم فیروز
کوه برم فیروز نام یکی از کوه‌های استان فارس است که در شهرستان سپیدان و در ۹۰ کیلومتری شمال غرب شیراز واقع شده‌است. این کوه در امتداد چین خوردگی‌های رشته کوه زاگرس است. این کوه به خاطر دریاچه‌ای که با همین نام در دامنه‌های آن واقع شده همه ساله به خصوص در اواخر بهار مورد توجه گردش گران قرار می‌گیرد.

## جغرافیا
این کوه در فاصله ۱۴ کیلومتری شمال اردکان مرکز شهرستان سپیدان و در ۵۰ کیلومتری جنوب شرق کوه دنا قرار دارد. بلندترین نقطه آن که قله ریزبلند نام دارد ۳۷۲۰ متر از سطح دریا ارتفاع دارد و بنابراین دومین قله مرتفع استان فارس و اولین قله مرتفع شهرستان سپیدان محسوب می‌شود.

در واقع در کنار این دریاچه دو کوه بلند قرار دارد که نام کوه بلندتر، کوه ریز بلند(riz boland) است به ارتفاع ۳۷۲۰ متر که نزد کوهنوردان به قله برم فیروز مشهور شده و دقیقاً در شمال دریاچه قرار گرفته. کوه دیگر کوه قلاگرد(ghalagerd) است با ارتفاع حدود ۳۶۵۰ متر که به صورت یک کوه جدا قرار گرفته و کمی از دریاچه فاصله دارد.

کوه برم فیروز به دلیل بارش سالانه قابل توجه (حدود ۱۰۰۰ میلی‌متر) که اغلب به صورت برف دریافت می‌کند منبع طبیعی آب تعدادی از چشمه‌های شهرستان سپیدان است. برای مثال می‌توان به چشمه پرآب و معروف شش پیر اشاره کرد که مطالعات دانشگاه شیراز نشان می‌دهد یکی از منابع اصلی این چشمه کوه برم فیروز است.

## دریاچه برم فیروز

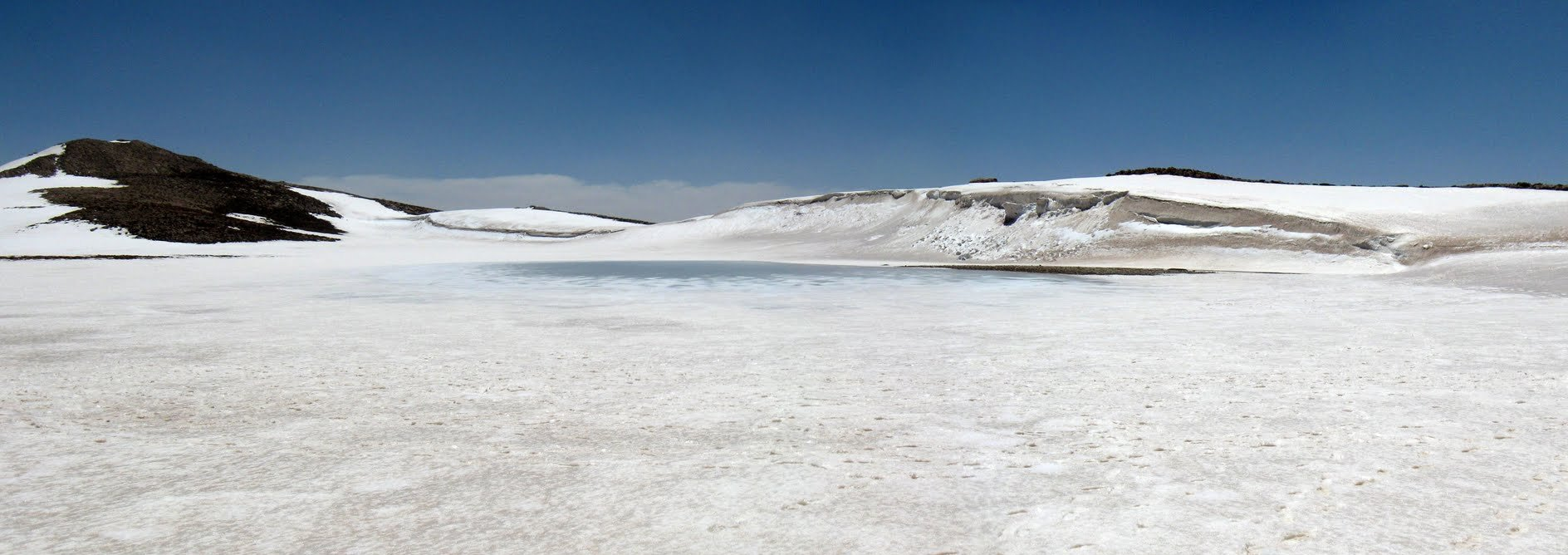
شکل‌گیری دریاچه برم فیروز در اواخر فروردین

دریاچه برم فیروز دریاچه‌ای کوچک در جنوب غرب قله برم فیروز و در ارتفاع ۳۳۵۰ متری از سطح دریا است که معمولاً تا فروردین‌ماه پوشیده از برف است و در اردیبهشت دریاچه در اثر آب شدن برف شکل می‌گیرد. در اواخر اردیبهشت و اوایل خرداد ماه اطراف دریاچه سراسر چمنزار و پوشیده از گل‌های وحشی می‌شود اما هم چنان در قسمت غربی دریاچه برف باقی‌مانده از زمستان وجود دارد و همه این‌ها در کنار هم زیبایی خاصی به دریاچه می‌بخشد؛ بنابراین از اواخر اردیبهشت تا اوایل تیر این دریاچه مورد توجه گردش گران قرار می‌گیرد. کوه برم فیروز اسم خود را در واقع از همین دریاچه گرفته‌است چرا که در زبان محلی منطقه فارس به برکه‌ها و دریاچه‌های کوچک کلمه «برم» اطلاق می‌شود و از آن جا که این دریاچه در زبان محلی «برم فیروز» نام دارد این کوه نیز به همین اسم شناخته می‌شود.